# Just Charlie
Just Charlie je britský dramatický film z roku 2017, který režírovala Rebekah Fortune. Jedná se o adaptaci krátkého filmu Something Blue stejného scenáristy a režiséra. Snímek měl světovou premiéru na Mezinárodním filmovém festivalu v mexickém Guadalajara dne 11. března 2017.

## Děj
Patnáctiletý Charlie s nadějnou budoucností ve fotbale je zbožňovaný svým otcem, který doufá, že ho uvidí vstoupit do velkého fotbalového týmu. Charlie ale odhalí tajemství, které otřese celým jeho rodinným zázemím. Už nemůže vystát vlastní tělo, ve kterém se cítí uvězněn.

## Obsazení
| Scot Williams     | Paul Lyndsay    |
| Patricia Potter   | Susan Lyndsay   |
| Harry Gilby       | Charlie Lyndsay |
| Karen Bryson      | Claire Robson   |
| Jeff Alexander    | Tony Robson     |
| Travis Blake Hall | Tommy Robson    |
| Peter Machen      | Mick Doyle      |
| Jess Collett      | Imogen Marshall |

## Ocenění
- Mamers Festival v Mars: Cena diváků
- Festival Univerciné v Nantes: Cena diváků
- Festival CinéPride Nantes: Cena diváků
- Mezinárodní filmový festival v Edinburghu: Cena diváků
- Evropský filmový festival v Seville: Cena diváků Cinephiles of the Future
- Mezinárodní festival dětských filmů Zlín: Nejlepší dětský film
- Britské nezávislé filmové ceny: nominace pro nejslibnějšího herce (Harry Gilby)
- Mezinárodní filmový festival v Káhiře: nominace na nejlepší film
- Mezinárodní filmový festival Guadalajara: nominace na nejlepší film